# University of Sussex
Sussex Universitet er et engelsk universitet, beliggende i den østlige del af distriktet Sussex.
Universitet har 12.000 studerende, og er beliggende i naturskønne omgivelser.